# Aras Bulut İynemli
Aras Bulut İynemli (Istanbul, 25 agosto 1990) è un attore turco.

## Biografia
Nato nel 1990 a Istanbul (Turchia) dalla madre Sevtap e dal padre Cengiz Iynemli, Aras Bulut ha un fratello maggiore, Orçun İynemli, che è un attore teatrale e una sorella maggiore, Yeşim İynemli, che è una conduttrice televisiva. Altri dei suoi parenti illustri sono attori: la cugina Miray Daner, lo  zio Cengiz Daner e il fratello del nonno İlhan Daner.
Dopo aver completato l'istruzione primaria e secondaria, ha deciso di iscriversi presso la Beşiktaş Anadolu Lisesi e ha studiato ingegneria aeronautica presso l'Università tecnica di Istanbul, dove al termine degli studi ha conseguito la laurea. Nel 2009 ha fatto la sua prima apparizione sul piccolo schermo nella serie Arka Sokaklar. L'anno successivo, nel 2010, dopo aver preso parte a tre spot pubblicitari, dal 2010 al 2013 ha recitato nella serie Öyle Bir Geçer Zaman Ki. Nel 2013 e nel 2014 ha preso parte al cast della serie Il secolo magnifico (Muhteşem Yüzyıl).
Nel 2015 è stato selezionato per interpretare il ruolo maschile principale nella serie Maral: En Güzel Hikayem, accanto all'attrice Hazal Kaya. Nel 2016 e nel 2017 ha interpretato il ruolo di Umut Yılmaz / Mert Karadağ nella serie İçerde. Dal 2017 al 2021 è stato scelto per interpretare il ruolo di Yamaç Koçovalı nella serie Çukur. Nel 2019 ha interpretato un padre malato di mente che è stato ingiustamente imprigionato per omicidio nel film 7. Koğuştaki Mucize diretto da Mehmet Ada Öztekin. Nello stesso anno ha preso parte al cast della serie Çarpışma. Nel 2023 ha interpretato il ruolo di Mustafa Kemal nella serie Atatürk: 1881-1919 e nel film omonimo e nel sequel. Nel 2024 ha ottenuto il ruolo principale di Devran Karan nella serie Deha.

## Filmografia

### Cinema
- Mahmut ile Meryem, regia di Mehmet Ada Öztekin (2013)
- Tamam mıyız?, regia di Çağan Irmak (2013)
- Martıların Efendisi, regia di Mehmet Ada Öztekin (2017)
- 7. Koğuştaki Mucize, regia di Mehmet Ada Öztekin (2019)
- Atatürk: 1881-1919, regia di Mehmet Ada Öztekin (2023)
- Atatürk II: 1881-1919, regia di Mehmet Ada Öztekin (2024)

### Televisione
- Arka Sokaklar – serie TV, 1 episodio (Kanal D, 2009)
- Öyle Bir Geçer Zaman ki – serie TV, 120 episodi (Kanal D, 2010-2013)
- Il secolo magnifico (Muhteşem Yüzyıl) – serie TV, 36 episodi (Star TV, 2013-2014)
- Maral: En Güzel Hikayem – serie TV, 17 episodi (TV8, 2013-2014)
- İçerde – serie TV, 39 episodi (Show TV, 2016-2017)
- Çukur – serie TV, 131 episodi (Show TV, 2017-2021)
- Çarpışma – serie TV, 1 episodio (Show TV, 2019)
- Atatürk: 1881-1919 – serie TV (Disney+, 2023)
- İkinci Raunt – serie TV (BluTV, 2024)
- Deha – serie TV (Show TV, 2024-2025)

### Video musicali
- Gamzendeki Çukur di Kubilay Aka feat. Hayko Cepkin (2018)
- Haydar Haydar di Nebil Sayin feat. Gökhan Bölükçü (2018)
- Nere Gitsen Çukur Orda di Toygar Isikli feat. Çukurspor, regia di Yunus Ozan Korkut (2019)

## Programmi televisivi
- Beyaz Show (Kanal D, 2012) - guest star
- 3 Adam (TV8, 2015) - guest star
- O Ses Türkiye Yılbaşı Özel (TV8, 2015) - guest star

## Spot pubblicitari
- Sprite (2010)
- GNC Turkcell (2010)
- Patos (2010)
- Defacto (2017-2018)
- Fiat Egea (2019)
- Vodafone (dal 2020)
- Disney+ (2022)

## Riconoscimenti
- Antalya Altın Portakal Film Festival
  - 2024: Premio per il successo
- Ayakli Gazete TV Stars Awards
  - 2020: Vincitore come Miglior attore in un film per 7. Koğuştaki Mucize
- Best Actors Film Festival
  - 2018: Vincitore come Miglior attore del Festival per la serie Çukur con Erkan Kolçak Köstendil
- ELLE Style Awards
  - 2019: Vincitore come Miglior attore per la serie Çukur
- Golden Palm Awards
  - 2018: Candidato come Miglior attore in una serie televisiva per Çukur
  - 2019: Candidato come Miglior attore in una serie televisiva per Çukur
  - 2020: Candidato come Miglior attore cinematografico per il film 7. Koğuştaki Mucize
  - 2024: Vincitore come Miglior attore attore drammatico
- International Izmir Film Festival
  - 2020: Vincitore come Miglior attore in un film per 7. Koğuştaki Mucize
  - 2020: Candidato come Miglior attore in una serie televisiva per la serie Çukur
- Kemal Sunal Culture and Art Award
  - 2018: Vincitore come Miglior attore in una serie televisiva per Çukur
- Pantene Golden Butterfly Awards
  - 2017: Candidato come Miglior attore per la serie Içerde
  - 2018: Vincitore come Miglior interpretazione di un attore per la serie Çukur
  - 2018: Candidato come Miglior coppia televisiva con Dilan Çiçek Deniz per la serie Çukur
  - 2019: Candidato come Miglior attore per la serie Çukur
  - 2019: Candidato come Miglior coppia televisiva con Dilan Çiçek Deniz per la serie Çukur
  - 2024: Candidato come Miglior attore per la serie Deha
  - 2024: Candidato come Miglior coppia televisiva con Ahsen Eroğlu per la serie Deha
- Sadri Alisik Theatre and Cinema Awards
  - 2014: Vincitore del Premio attore promettente per il film Tamam miyiz?
- Turkey Youth Awards
  - 2018: Candidato come Miglior attore televisivo per la serie Çukur
  - 2019: Candidato come Miglior attore televisivo per la serie Çukur
  - 2020: Vincitore come Miglior attore cinematografico per il film 7. Koğuştaki Mucize
  - 2020: Candidato come Miglior attore per la serie Çukur